# Ajmer
Ajmer é uma cidade do Rajastão, na Índia. Localiza-se no noroeste do país. Tem cerca de 519 mil habitantes. Foi fundada no século XII. Ajmer tem um clima geralmente seco entre o mês de fevereiro a mês de junho e um clima mais húmido a partir de Julho.

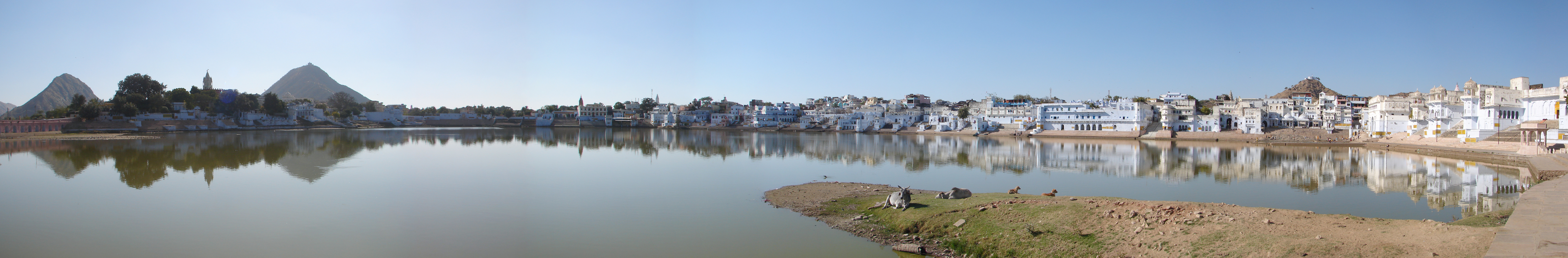
Lago Pushkar
Ajmer - Distrito de Rajasthan.